# 白い象の秘密
『白い象の秘密』（しろいぞうのひみつ、The White Elephant Mystery ）は、1950年に刊行されたエラリー・クイーンの推理小説。
エラリー・クイーン・ジュニア名義だが、日本ではエラリー・クイーン名義で翻訳・出版された。
作家エラリー・クイーンが児童向けに発表した作品であり、ジュナの冒険シリーズの第6作でもある。舞台は主人公の住む村エデンボロに近いリヴァートンの町。村出身の興行師が率いるサーカスの一座が物語の中心となる。

## あらすじ
リヴァートンの町に大きなサーカスがやってきた。　ジュナとトミーは大喜びで、大工兼何でも屋のジョージおじさんのトラックに乗せてもらい、サーカス見物に出かけた。そして、二人は、ブランコのりのスピットファイアと仲良しになるが・・・

## 主な登場人物
- ジュナ - 主人公。エデンボロの村に住む少年。チャンプという名前の犬を飼っている。
- エラリイ - ジュナのおばさん。初老の婦人。ジュナと二人で暮らしている。
- トミー - ジュナの友人。
- ジョージ - 村の大工だが、修理、配送などトラックを使い、様々な仕事をこなしている。
- アルバー・グラント - 村出身のサーカス座長。村の郊外の道路脇には、サーカス宣伝用の象やキリン、サーカス団員の人形や鉄像を並べた無人の家がある。
- スピットファイア - サーカスのブランコ乗りでサーカスの副座長格。
- ジョイ・メイベック - サーカスの団員。
- トリクシー・セラ - 同じくサーカス団員。
- ウェブスター - 弁護士。
- ソッカー・ファーロング - 新聞記者。ジュナの知り合いで顔見知り。
- キャノンボール・マギンティ - 州警察の警官。「金色の鷲の秘密」以来、ジュナの大人の友人。